# Zhai Chao

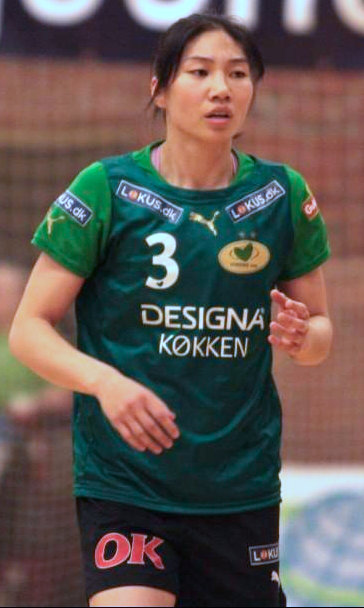
Zhai Chao 2009.

Detta är ett kinesiskt namn. Zhai är familjenamnet.
Zhai Chao (kinesiska: 翟 超; pinyin: Zhái Chāo), född 14 december 1971 i Peking, är en kinesisk före detta handbollsspelare. Hon är högerhänt och spelade i anfall som mitt- eller vänsternia. Hon utsågs av IHF till Årets bästa handbollsspelare i världen 2002.

## Klubbar
- Olika lag (1985–1999)
- SV Berliner VG 49 (1999–2001)
- Randers HK (2001–2004)
- Viborg HK (2004–2007, 2008–2009)